# Habermania
Habermania es un género de polillas monotípica perteneciente a la familia Geometridae. El género fue descrito por primera vez por Jaan Viidalepp habiendo sido descrita en 1988. Su única especie, Habermania oxygonaria, se encuentra con gran distribución en Asia Central.